# Siracusa (stacja kolejowa)

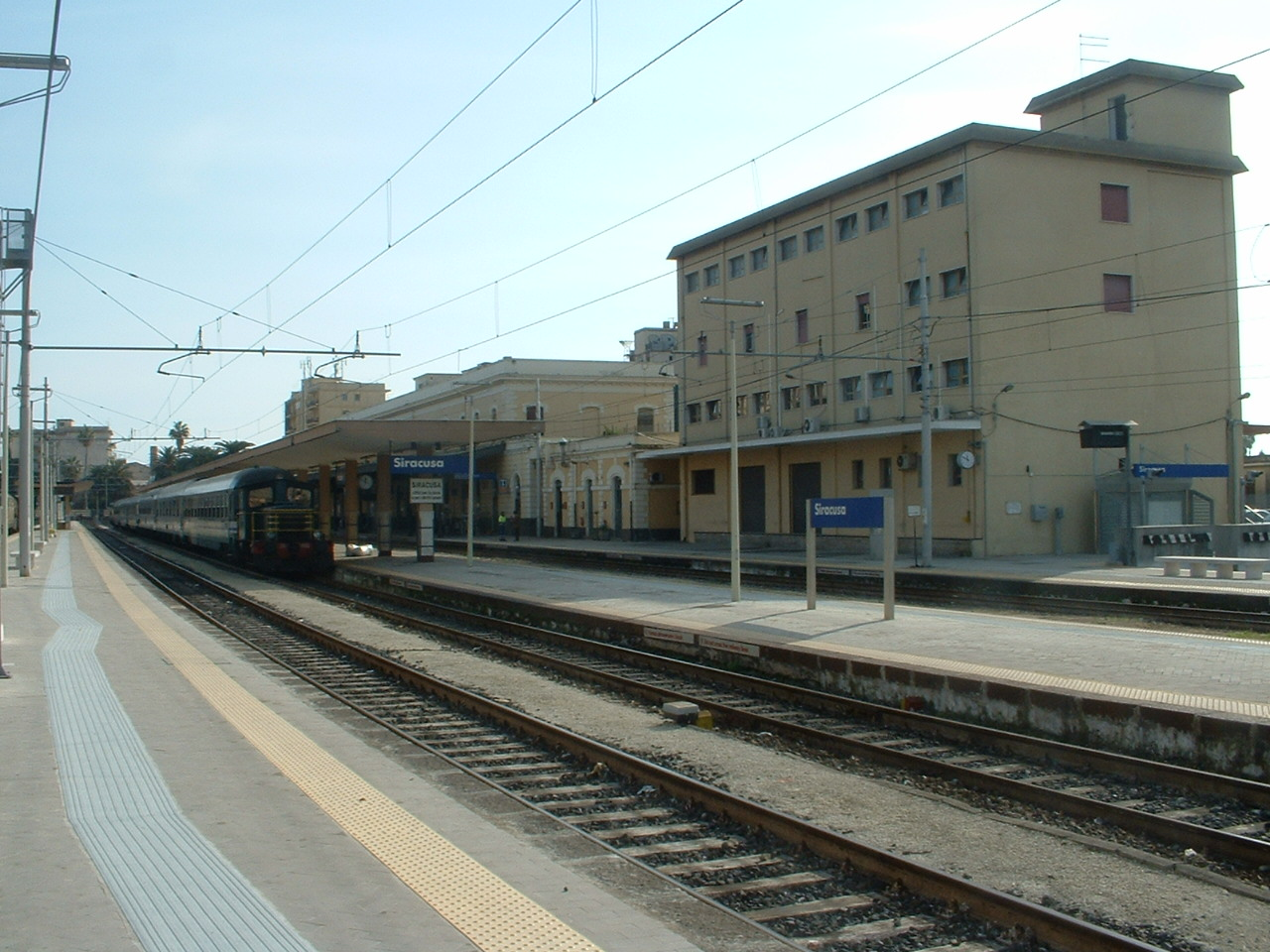
Widok na perony

Siracusa (włoski: Stazione di Siracusa) – stacja kolejowa w Syrakuzach, na Sycylii, we Włoszech. Znajdują się tu 3 perony. Położona jest na linii Mesyna – Syrakuzy i Syrakuzy – Canicattì.

## Historia
Stacja została wybudowana jako stacja końcowa projektu budowy linii Jonica Mesyna-Katania-Syrakuzy, realizowane przez Spółkę Vittorio Emanuele i nadal z następcą Spółki Strade Ferrate della Sicilia. Projekt skierowany do połączenia kolejowego przez obszar Syrakuz z miasta i portu Katania transferu na rynki produktów rolnych z Sycylii. Stacja została zbudowana na północnym skraju miasta, w pobliżu parku archeologicznego i zainaugurowana została w dniu 19 stycznia 1871 wraz z otwarciem do ruchu 57,8 km odcinka linii z Katanii. Kilka lat później uzyskano połączenie do portu w Syrakuzach, z którego odpływały statki pasażerskie i towarowe, gdzie zbudowana została Siracusa Marittima, zainaugurowana w dniu 13 sierpnia 1892, z nazwą Siracusa Porto.
Z Syrakuz został zbudowany odcinek do Noto o długości 30,7 km 5 kwietnia 1886, a następnie przedłużony do Ragusa i Modica w 1893.
W dniu 19 lipca 1915 inauguracja pierwszego odcinka kolei wąskotorowej, z Syrakuz do Solarino. Stacja o nazwie Siracusa Nuova, została zbudowana w południowo-wschodniej części Via Elorina, bez żadnego bezpośredniego połączenia między dwoma budynkami.
W późnych latach dziewięćdziesiątych zmieniono układ torów na stacji przez likwidację linii kolejowej przebiegającej przez miasto. Przekształcono w ten sposób dworzec z przelotowego na czołowy.